# Ciljno nalaganje
Ciljno nalaganje (angleško Fused Deposition Modeling, FDM)) je tehnologija, ki omogoča proizvodnjo kakovostnih prototipov. Velika prednost te tehnologije so materiali, ki so uporabljeni za izdelavo prototipov. Proces izdela trirazsežno telo neposredno iz 3D CAD modela v kakršnekoli obliki. Čas izdelave modela je 4-5 dni.
FDM je idealna rešitev za:
- Prototipi za funkcionalna testiranja
- Prototipi za testiranje oblike
- Prototipi, ki morajo biti iz realnega materiala
- Manjše serije

## Delovanje
Proces FDM se začne z uvozom modela v formatu STL v program s pripravo. Tu je model orientiran in narezan na sloje debeline 0,13 - 0,35 mm. Na mestih, kjer je potrebno, je izdelana podporna struktura. Po pregledu je narejena pot glave in prenešena na sistem FDM.
Sistem operira z osmi X, Y in Z ter izdela model sloj za slojem. Glava s kontrolo temperature tali material do poltekočega stanja in ga ekstrudira v tankih slojih. Rezultat strjenega materiala je plastični 3D-model. Ko je izdelava končana se odstrani podporna struktura in površina je obdelana.

## Materiali
- ABS (Acrylonitrile-Butadiene-Styrene)
- ABSi (Methylmethacrylate Acrylonitrile-Butadiene-Styrene)
- PC (Polycarbonate)
- PPSU (Polyphenylsulfone)
- PLA (Poly-Lactic Acid)